# Contre-attaque (sport individuel)
Pour les articles homonymes, voir Contre-attaque et Riposte.
Ne doit pas être confondu avec Contre-offensive (sport).
 (février 2024).
Une contre-attaque est, dans certains sports individuels et notamment les sports d’opposition, une action offensive effectuée après l’attaque adverse. C’est donc une reprise de l’initiative par « celui qui a été attaqué » (ou « défenseur »).

## Caractéristiques
L’expression « contre-attaque » est un vocable générique usité dans de nombreux sports d’opposition et notamment en sport collectif (exemple : contre-attaque avec joueur avancé en handball après une défense collective. En position de défense, on prend l’initiative de « contre-attaquer » juste au moment même où l’adversaire a terminé son attaque ou bien sur attaque avortée).
En sports de combat et arts martiaux, une contre-attaque (en anglais « counter attack », est plus communément appelée, « riposte » (terme militaire et notamment véhiculé dans le milieu sportif par l’escrime olympique). Le terme est également employé dans certains sports de raquette, dont le tennis et le squash.

## Point de vue tactique
L'action contre-offensive peut tenir compte de l’état de l’assaillant (appelé « action de profit »). Elle peut profiter de sa vulnérabilité provisoire, c’est-à-dire :
- de l’état d’épuisement dû aux efforts offensifs et défensifs, de l’amoindrissement des capacités physiques dû aux chocs ou à la pression psychologique (par exemple : profiter d'une fatigue physique passagère)
- de la désorganisation corporelle et mentale ponctuelle (par exemple : utiliser un déséquilibre ou un relâchement post-attaque, exploiter une inattention passagère ou une « défense-protection » non assurée)
- de l’inefficacité passagère (par exemple : tenir compte d’une difficulté ponctuelle à organiser le jeu d’attaque et de défense).

Le contre-attaquant peut manœuvrer (manipuler) son protagoniste par un jeu de tromperies qui va lui permettre de placer des contre-offensives efficaces.
La définition habituelle de « riposte » est la suivante : « offensive déclenchée après avoir effectué une défense ». C’est une réponse tactique à l’offensive adverse afin de reprendre l’initiative de l’attaque. En pratique courante, on emploie plus facilement le verbe « remiser » que « riposter » pour désigner une action de contre-attaque. Exemple en boxe : l’entraîneur à son poulain : « Après tes esquives de crochets à la face, remise en uppercut ! ».
Dans le dictionnaire Le Petit Larousse - édition 2000, contre-attaquer, est défini comme tel : « passer de la défensive à l’offensive ».

## Illustration en boxe
Dans le domaine des activités pugilistiques (boxes sportives et arts martiaux de percussion), on trouve la définition suivante de contre-attaque : « Coup ou enchaînement de coups déclenchés après avoir annihilé l’attaque adverse par une technique de défense ». Ex. : blocage (ou déviation ou esquive) d’un direct suivi d’une riposte du bras avant ou du bras arrière en uppercut long. 

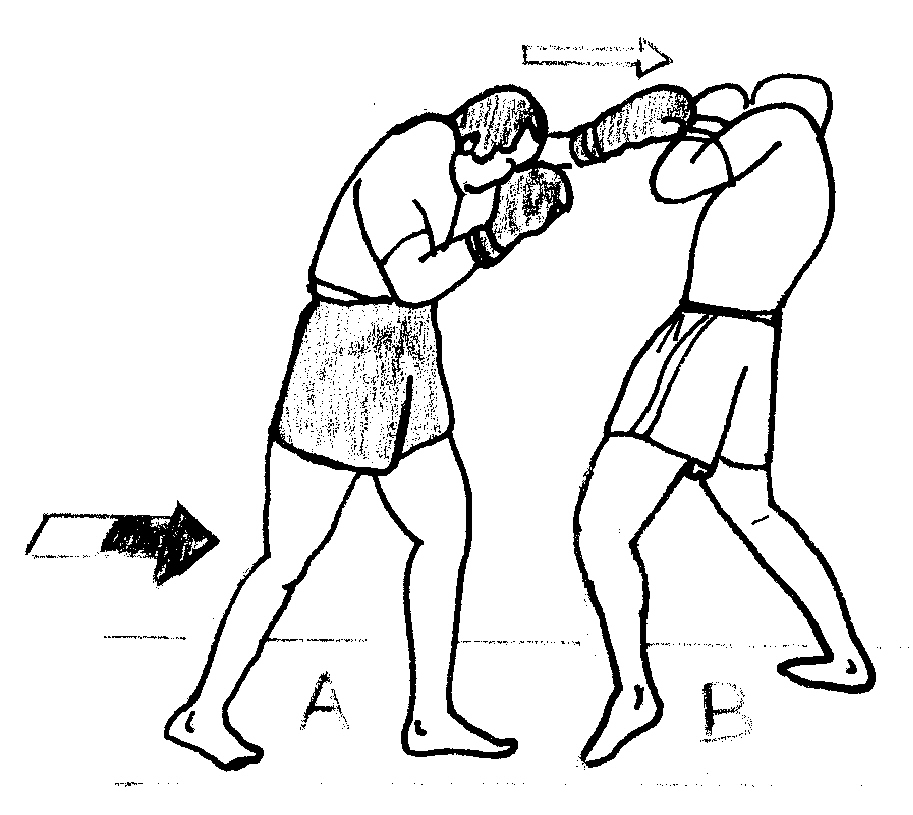
Figure 1 : 1. Après une absorption d’un jab… 2. …(B) riposte en underhand du bras arrière.
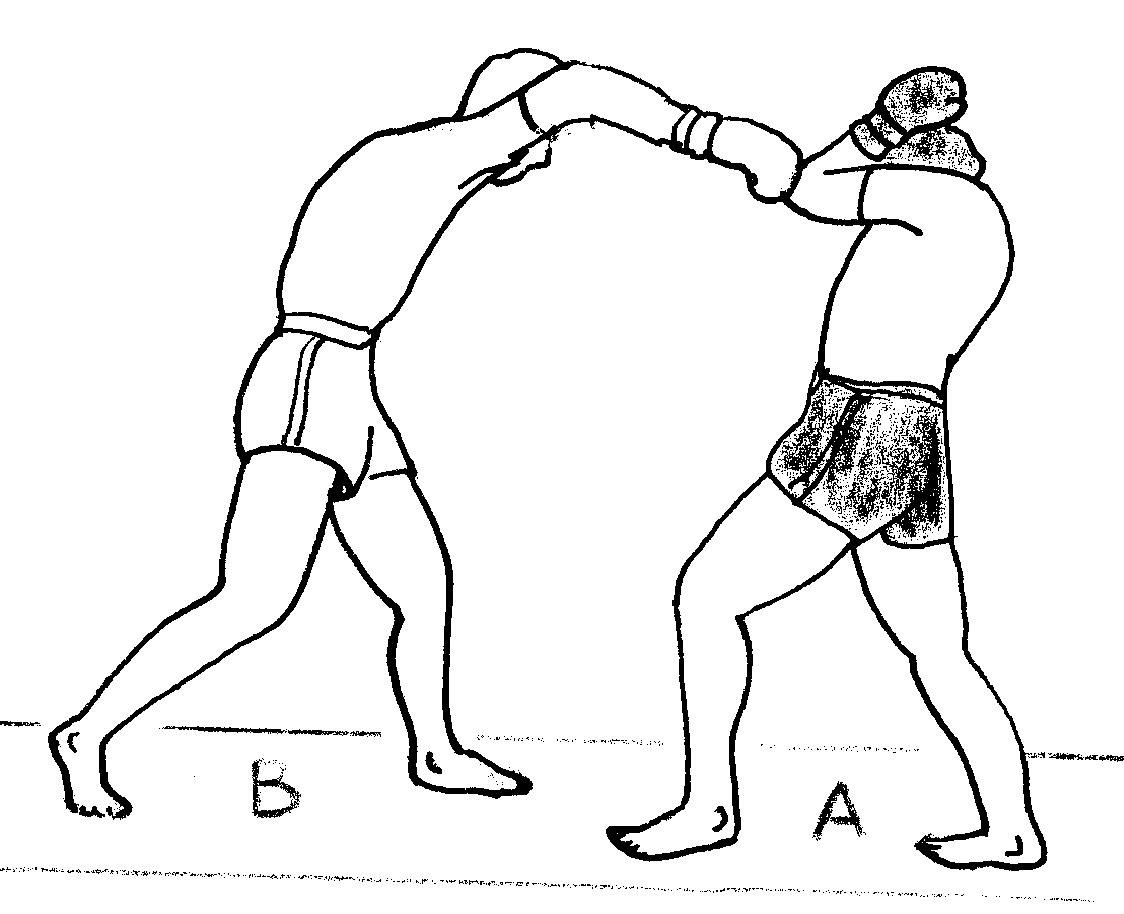
Figure 2 : Après une couverture sur un cross plongeant… 2. …(A) riposte en uppercut du bras arrière.